# Bruno Delbonnel
Bruno Delbonnel (Nancy, 14 settembre 1957) è un direttore della fotografia francese.

## Riconoscimenti
- Camerimage
  - 2007: Rana d'argento - Across the Universe
  - 2013: Rana di bronzo - A proposito di Davis (Inside Llewyn Davis)
- Premi César 2005: migliore fotografia - Una lunga domenica di passioni (Un long dimanche de fiançailles)
- European film awards 2001: miglior fotografia - Il favoloso mondo di Amélie

Premio Oscar
Delbonnel ha ottenuto sei candidature all'Oscar alla migliore fotografia, nel 2002 per Il favoloso mondo di Amélie (Le fabuleux destin d'Amélie Poulain), nel 2005 per Una lunga domenica di passioni (Un long dimanche de fiançailles), entrambi diretti da Jean-Pierre Jeunet, nel 2010 per Harry Potter e il principe mezzosangue, diretto da David Yates, nel 2014 per A proposito di Davis, diretto da Joel ed Ethan Coen, nel 2018 per L'ora più buia diretto da Joe Wright e nel 2022 per Macbeth diretto da Joel Coen.

## Filmografia

### Cortometraggi
- Pas de repos pour Billy Brakko, regia di Jean-Pierre Jeunet (1984)
- Jour de fauche, regia di Vincent Monnet (1993)
- Regarde-moi, regia di Gabrielle Lazure (1996)
- Paris, je t'aime - episodio Tuileries, regia di Joel ed Ethan Coen (2006)
- H&M: Come Together, regia di Wes Anderson (2016)

### Lungometraggi

#### Cinema
- Non tutti hanno la fortuna di aver avuto i genitori comunisti (Tout le monde n'a pas eu la chance d'avoir des parents communistes), regia di Jean-Jacques Zilbermann (1993)
- C'est jamais loin, regia di Alain Centonze (1996)
- Marie, Nonna, la vierge et moi, regia di Francis Renaud (2000)
- Il favoloso mondo di Amélie (Le fabuleux destin d'Amélie Poulain), regia di Jean-Pierre Jeunet (2001)
- Hollywood Confidential (The Cat's Meow), regia di Peter Bogdanovich (2001)
- Autoreverse (Ni pour, ni contre (bien au contraire)), regia di Cédric Klapisch (2003)
- Una lunga domenica di passioni (Un long dimanche de fiançailles), regia di Jean-Pierre Jeunet (2004)
- Infamous - Una pessima reputazione (Infamous), regia di Douglas McGrath (2006)
- Across the Universe, regia di Julie Taymor (2007)
- Harry Potter e il principe mezzosangue (Harry Potter and the Half-Blood Prince), regia di David Yates (2009)
- Faust, regia di Aleksandr Sokurov (2011)
- Dark Shadows, regia di Tim Burton (2012)
- A proposito di Davis (Inside Llewyn Davis), regia di Joel ed Ethan Coen (2013)
- Big Eyes, regia di Tim Burton (2014)
- Francofonia, regia di Aleksandr Sokurov (2015)
- Miss Peregrine - La casa dei ragazzi speciali (Miss Peregrine's Home for Peculiar Children), regia di Tim Burton (2016)
- L'ora più buia (Darkest Hour), regia di Joe Wright (2017)
- La ballata di Buster Scruggs (The Ballad of Buster Scruggs), regia di Joel ed Ethan Coen (2018)
- La donna alla finestra (The Woman in the Window), regia di Joe Wright (2021)
- Macbeth (The Tragedy of Macbeth), regia di Joel Coen (2021)
- La trama fenicia (The Phoenician Scheme), regia di Wes Anderson (2025)

#### Televisione
- Disclaimer - La vita perfetta, regia di Alfonso Cuarón – miniserie TV, 8 puntate (2024)

### Attore
- The French Dispatch of the Liberty, Kansas Evening Sun, regia di Wes Anderson (2021)